# Xian de Peng'an
Le xian de Peng'an (蓬安县 ; pinyin : Péng'ān Xiàn) est un district administratif de la province du Sichuan en Chine. Il est placé sous la juridiction de la ville-préfecture de Nanchong.

## Démographie
La population du district était de 675 280 habitants en 1999.